# Mártires de Tacubaya
Mártires de Tacubaya là một đô thị thuộc bang Oaxaca, México. Năm 2005, dân số của đô thị này là 1189 người.